# 政党制度
在一個國家中，政黨制度或政黨體系是存在於市民社會的若干政黨組成的整體，其特徵在於該國政黨的性質與數目。一般受到该国法律规定或长期政治实践而形成相对固定的结构模式。
最早對政黨體系進行科學化研究的是法國學者杜瓦傑，杜瓦傑的研究主要關注不同的國會選舉制度會導致不同的政黨體系，從而極大程度地決定該國的政治穩定和發展。
关于政党制度应当包含的内容，学术界存在争议。有人认为政党制度是国家对政党活动的法律规定；有人认为政党制度是执政参政的体系和党与党之间的关系；有人认为政党制度是政党内部的组织方式和活动规则。通常情况下，政党制度是指政党执政、参政的方式和党际关系:257。
有些国家对政党活动有专门立法，例如二战后联邦德国在1967年制定了政党法；有些国家没有专门立法，但是在一些相关的法律中做了一些规定，例如美国国会1974年在限制选举经费的规定中要求每个政党为举行党的全国代表大会最多只能花费450万美元；有些国家则只是遵守惯例，没有任何法律要求，例如英国在大选中获得多数席位的政党成为执政党，该党领袖担任首相:256-257。

## 政黨體系的分類
传统政治学对政党体制模式最常用的分类方式是根据政党的数量分为一党制、两党制、多党制，有时还将无党制、一党优势制作为补充。二战后政党模式更加多样化，因此对其划分也就更加细致。比较著名的划分方法有A·S·班克斯、R·B·泰克斯特提出的五分法，即分为一党制、主从政党制、一个半党制、两党制和多党制、薩托利的七分法，即一党制、霸党制、第一大党制、两党制、有限多党制、极端多党制、微型多党制。还有学者结合以上划分法，又将一党制细分为一党专有制、一党威权制、一党多元制、实用一党制、一黨專政、一党獨大，将多党制又细分为两党制、温和多党制、碎片化多党制、极端多党制:257。随着政治学的发展，单纯以数量对政党进行划分已经很难描述现实政党制度的特征，因此出现了其他的划分标准。J·拉帕隆巴拉根据政党的执政方式分为独霸型政党制度和轮流型政党制度，中国学者根据执政党之间的关系分为无对抗的政党制度和有对抗的政党制度，马克思主义则分为资本主义的政党制度和社会主义的政党制度，乔万尼·萨托利则分为竞争型政党制度和非竞争型政党制度:257-258。

### 非競爭性政黨體系
非競爭性政黨體系，包括無黨制與一党制。前者主要是欠發達而不存在有意義政黨，由部落派系執政的部分非洲國家，或者軍事集團執政的國家（如軍政府时期的緬甸聯邦），和中東若干由君主專制的國家，如沙烏地阿拉伯、阿聯酋、阿曼及梵蒂岡。後者主要是在一个国家内相当长的时期只存在唯一的执政党，或者通过法律的形式对一党执政加以确立，也可能通过现实力量如軍政府達成，不允許有反對党，或者法律上只有参政议政但不能执政的合法政党。如訓政至戒嚴時期的中華民國、蘇聯與諸東方集團國家、一黨時期的土耳其、越南、北韓、中華人民共和國、古巴、敘利亞、土库曼斯坦。在非競爭性政黨的国家中，政党和利益集团的利益表达机制多是通过政党领导的政治团体统一进行利益表达。公民的利益通过政治性社会团体上升为政党意志后再成为国家意志。在这些国家中，政党活动与国家活动很难区分开:264。

### 競爭性政黨體系
競爭性政黨體系是一国政党通过选举上台执政的模式。又可區分為威權一黨制、一黨優勢制、兩黨制、多黨制。萨托利则分为极端多党制、有限多党制、两党制、一党独大制。

#### 一黨專政制
一黨專政制下存在競爭性選舉，但執政黨藉由限制他黨競選資源與權利的方式，例如嚴格管制他黨宣傳活動，嚴格審核他黨候選人資格，有時甚至採取正當性可疑的壓制性手段，確保個別單一政黨長期執政，即連續當選國家元首或議會制下的政府首腦與多數議席。案例包括新加坡人民行動黨，馬來西亞的巫統黨，1950至1980年代前的韓國自由黨與民主共和黨及民主正義黨，越南共和國的人民勞動革命黨與國家社會民主陣線，1965年至1986年的菲律賓國民黨及新社會運動黨，1990年代以前印尼的從業協會黨，泰國1955年至1971年間的瑪蘭卡西自由黨與國家社會黨及聯合人民黨，1970年以前柬埔寨的桑庫姆黨和現在的人民黨，高棉共和國的社會共和黨，1979年以前巴西的國家革新聯盟，1952年至1964年間玻利維亞的革命民族主義運動，1937年至1979年間的尼加拉瓜國民自由黨與現在的桑地諾民族解放陣線，1933年至1956年；1963年至1975年間的宏都拉斯國民黨，種族隔離時期的南非國民黨及羅德西亞陣線，2019年以前苏丹的全国大会党，伊朗伊斯蘭共和黨，伊拉克的伊拉克復興社會黨，2012年以前也门的全国人民大会，2011年以前埃及的民族民主党與突尼西亞的憲政民主聯盟，阿爾及利亞的民族解放陣線，2014年以前布吉納法索的爭取民主和進步大會，土耳其的正義與發展黨，哈薩克的祖國之光，烏茲別克的人民民主黨及自由民主黨，塔吉克的人民民主黨，阿塞拜疆的新亞塞拜然黨，委內瑞拉的統一社會主義黨、辛巴威的非洲民族聯盟—愛國陣線，喀麥隆的人民民主運動，赤道幾內亞的民主黨，盧安達的愛國陣線，剛果的勞動黨、衣索比亞的人民革命民主陣線及後繼的繁榮黨，莫三比克的解放陣線，坦桑尼亞的革命黨，加彭的民主黨，烏干達的全國抵抗運動、吉布提的爭取進步人民聯盟，甘比亞的愛國調整和建設聯盟，蒲隆地的全國民主保衛委員會-保衛民主力量，南蘇丹的蘇丹人民解放運動，乍得的愛國拯救運動，博茨瓦納的民主黨，俄羅斯的統一俄羅斯黨等。

#### 一黨獨大制
一黨獨大制下存在較為公正的競爭性選舉，也存在著有實力贏得較多席次與地方政府首腦的政黨，但由於選舉制度或特殊國情，導致個別政黨長期執政，較難出現政黨輪替，但反對黨在制度下有一定的活動空間。包括中華民國解除戒嚴後到2000年政黨輪替的中國國民黨、韓國由1948至1998年的保守派政黨、日本1955年至今五五年體制下的自由民主黨、印度1977年以前的印度國民大會黨、1970年以前巴基斯坦的全印穆斯林聯盟、墨西哥1929至2000年的革命制度黨、新加坡的人民行動黨、南非的非洲人国民大会等等。

#### 兩黨制
兩黨制指政黨體系由兩大政黨組成，兩黨皆有相近的競選實力可以組成政府。其他政黨沒有獲得足夠選票支持組織政府的實力。通常國會選舉實行純粹的單一選區制容易導致兩黨制，稱為度瓦傑定律。案例包括美國、英國、澳大利亞、加拿大、紐西蘭等及目前的中華民國。通常兩黨制國家的兩黨意識型態分屬左右，各自傾向代表主張市場經濟與嚴格保障私有制的保守派（右派），和主張國家介入市場並強調社會保障與社會福利的勞工左派。
兩黨半（two-plus）
兩黨半政黨體系由兩大黨加上一個長期存在規模中等的第三黨組成。兩黨半體系下，兩大黨往往都不足以各自掌握過半議會席次，而必須與第三黨協商組成聯合政府。三個政黨通常正好代表民意的左，中，右三股勢力。聯邦德國是兩黨半體制的典型。德國社民黨和德國基督教民主聯盟（CDU/CSU）兩者都無法單獨組成政府，因此德國自由民主黨雖席次不多，卻長期保有選擇左右兩派的權力。兩黨半體系通常是選舉採行單一選區制配套比例代表制的產物。台灣政黨體系自1990年代中期起具有兩黨半的特色，但由於中國國民黨弱化失去執政能力，第三黨主要以台灣民眾黨、時代力量為主，逐漸打破「民主進步黨和中國國民黨互相競爭」的結構，逐漸與現時中國國民黨競逐第二大黨的政治地位，同時讓兼具台獨左派與右派並存的民主進步黨往右推擠，開始向兩黨半發展。

#### 多黨制
多黨制分為溫和多黨制與粉碎多黨制。溫和多黨制政黨體系由三個以上總數有限的，有實力取得國會議席的政黨組成，沒有任何兩個政黨能長期掌握政府組織權，其政府必為聯合政府。但由於具有規模的政黨相當固定，故聯盟模式也相對穩定。代表性案例是以色列。粉碎多黨制由三個以上，數量不固定且政黨存在不穩定的多個政黨組成，黨派聯盟模式較無章法可循，政治情勢常常陷入混亂。相當多實行競爭性政黨制的發展中國家出現粉碎多黨的特徵，局勢動亂往往以軍事政權或威權體制告終。比較典型的粉碎多黨制國家或地區有俄羅斯和香港。以香港政黨為例，第一大黨民主建港協進聯盟在立法會全部70席上僅得13席，所佔之議席比例不足全部議席的兩成；至於第二大黨公民黨也只得6席。除以上政黨外，亦包括香港經濟民生聯盟（8席）、香港工會聯合會（5席）、自由黨（4席）以及人民力量、熱血公民、香港本土、香港教育專業人員協會、新世紀論壇、港九勞工社團聯會各一席。
极端多党制有5个以上的政党存在，并且他们都在政治格局中占有重要地位。这种模式下政党之间的意识形态差别较大，多呈现为政党联盟执政和政局不稳的特点。具有代表性的国家政權有魏玛共和国，法兰西第三共和国等。有限多党制下政党数量在3-5个，意识形态的差距比极端多党制要小，多以政党联盟执政并呈现两极化分布。代表国家有比利时、爱尔兰、冰岛等。
一种观点认为两党制是最好的政党制度。并且认为小选区，多数代表制容易产生两党制，政局也会比较稳定；大选区，比例代表制容易产生多党制，政局则比较动荡:260。但是统计结果则表明世界上大多数国家都是多党制，从而认为两党制不具有普适性。公共选择理论认为，在两党制下，如果政党的主张单一，而且选民的偏好呈正态分布，那么政党的政纲只有设定在大多数人支持的方案下，才能获得多数选票，也就是中间人投票定理，两党的政策差异由此会越来越小。否则的话，如果选民的偏好不呈正态分布，而且政党提出的是一揽子方案，那么执政党只能坚持自己的原有政纲，在野党则可以把执政党主张外的所有观点都纳入自己的竞选纲领，从而可能赢得更多选票，造成执政党在换届选举时更容易落马。在多党制下，选民的选择更多元化，政党也更能代表选民的偏好，选民对政党的选择更大程度上是在投票支持自己的代表，如果按照中间人投票定理运作，则所有政党都难以获得绝对多数票，从而更容易形成一个多党联盟执政的情况。

## 世界各国（地區）政黨體系

### A
| 国家／地區 （譯名使用的中國大陸常用稱呼） | 国家／地區 （譯名使用的中國大陸常用稱呼） | 多黨制 | 兩黨制 | 威權制 | 一黨制 | 無政黨 |
| ----------------------------------------- | ----------------------------------------- | ------ | ------ | ------ | ------ | ------ |
| 阿布哈茲                                  | 阿布哈茲 （Abkhazia）                     | ●      |        |        |        |        |
| 阿富汗                                    | 阿富汗 （Afghanistan）                    | ●      |        |        |        |        |
| 奥兰                                      | 奧蘭 （Aland）                            | ●      |        |        |        |        |
| 阿尔巴尼亚                                | 阿爾巴尼亞 （Albania）                    | ●      |        |        |        |        |
| 阿尔及利亚                                | 阿爾及利亞 （Algeria）                    | ●      |        |        |        |        |
| 美屬薩摩亞                                | 美屬薩摩亞 （American Samoa）             |        |        |        |        | ●      |
| 安道尔                                    | 安道爾 （Andorra）                        | ●      |        |        |        |        |
| 安哥拉                                    | 安哥拉 （Angola）                         |        |        | ●      |        |        |
| 安圭拉                                    | 安圭拉 （Anguilla）                       |        | ●      |        |        |        |
| 安提瓜和巴布达                            | 安地卡及巴布達（Antigua and Barbuda）     |        | ●      |        |        |        |
| 阿根廷                                    | 阿根廷（Argentina）                       | ●      |        |        |        |        |
| 亞美尼亞                                  | 亞美尼亞（Armenia）                       | ●      |        |        |        |        |
| 阿魯巴                                    | 阿魯巴（Aruba）                           | ●      |        |        |        |        |
| 澳大利亚                                  | 澳洲（Australia）                         | ●      |        |        |        |        |
| 奥地利                                    | 奧地利 （Austria）                        | ●      |        |        |        |        |
| 阿塞拜疆                                  | 亞塞拜然 （Azerbaijan）                   |        |        | ●      |        |        |

### B
| 国家／地區 （譯名使用的中國大陸常用稱呼） | 国家／地區 （譯名使用的中國大陸常用稱呼）      | 多黨制 | 兩黨制 | 威權制 | 一黨制 | 無政黨 |
| ----------------------------------------- | ---------------------------------------------- | ------ | ------ | ------ | ------ | ------ |
| 巴林                                      | 巴林（Bahrain）                                | ●      |        |        |        |        |
| 孟加拉国                                  | 孟加拉（Bangladesh）                           | ●      |        |        |        |        |
| 巴巴多斯                                  | 巴貝多（Barbados）                             |        | ●      |        |        |        |
| 白俄罗斯                                  | 白俄羅斯（Belarus）                            | ●      |        |        |        |        |
| 比利时                                    | 比利時（Belgium）                              | ●      |        |        |        |        |
| 伯利兹                                    | 貝里斯（Belize）                               |        | ●      |        |        |        |
| 贝宁                                      | 貝南（Benin）                                  | ●      |        |        |        |        |
| 百慕大                                    | 百慕達（Bermuda）                              |        | ●      |        |        |        |
| 不丹                                      | 不丹（Bhutan）                                 | ●      |        |        |        |        |
| 玻利維亞                                  | 玻利維亞（Bolivia）                            | ●      |        |        |        |        |
| 波斯尼亚和黑塞哥维那                      | 波士尼亞與赫塞哥維納（Bosnia and Herzegovina） | ●      |        |        |        |        |
| 波札那                                    | 波札那（Botswana）                             |        |        |        |        | ●      |
| 巴西                                      | 巴西（Brazil）                                 | ●      |        |        |        |        |
| 英屬維爾京群島                            | 英屬維京群島（British Virgin Islands）         |        | ●      |        |        |        |
| 汶萊                                      | 汶萊（Brunei）                                 |        |        |        |        | ●      |
| 保加利亚                                  | 保加利亞（Bulgaria）                           | ●      |        |        |        |        |
| 布吉納法索                                | 布吉納法索（Burkina Faso）                     |        |        | ●      |        |        |
| 缅甸                                      | 緬甸（Burma）                                  |        | ●      |        |        |        |
| 蒲隆地                                    | 蒲隆地（Burundi）                              | ●      |        |        |        |        |

### C
| 国家／地區 （譯名使用的中國大陸常用稱呼） | 国家／地區 （譯名使用的中國大陸常用稱呼）    | 多黨制 | 兩黨制 | 威權制 | 一黨制 | 無政黨 |
| ----------------------------------------- | -------------------------------------------- | ------ | ------ | ------ | ------ | ------ |
| 柬埔寨                                    | 柬埔寨（Cambodia）                           |        |        | ●      |        |        |
| 喀麦隆                                    | 喀麦隆（Cameroon）                           |        |        | ●      |        |        |
| 加拿大                                    | 加拿大（Canada）                             | ●      |        |        |        |        |
| 佛得角                                    | 佛得角（Cape Verde）                         |        | ●      |        |        |        |
| 開曼群島                                  | 开曼群岛（Cayman Islands）                   |        | ●      |        |        |        |
| 中非共和國                                | 中非共和国（Central African Republic）       | ●      |        |        |        |        |
| 乍得                                      | 乍得（Chad）                                 |        |        | ●      |        |        |
| 智利                                      | 智利（Chile）                                | ●      |        |        |        |        |
| 中华人民共和国                            | 中华人民共和国（People's Republic of China） |        |        | ●      |        |        |
| 哥伦比亚                                  | 哥伦比亚（Colombia）                         | ●      |        |        |        |        |
| 葛摩                                      | 科摩罗（Comoros）                            | ●      |        |        |        |        |
| 刚果共和国                                | 刚果共和国（Republic of the Congo）          |        |        | ●      |        |        |
| 刚果民主共和国                            | 民主刚果（Democratic Republic of the Congo） | ●      |        |        |        |        |
| 库克群岛                                  | 库克群岛（Cook Islands）                     |        | ●      |        |        |        |
| 哥斯达黎加                                | 哥斯达黎加（Costa Rica）                     | ●      |        |        |        |        |
| 科特迪瓦                                  | 科特迪瓦（Côte d'Ivoire）                    |        |        | ●      |        |        |
| 克罗地亚                                  | 克罗地亚（Croatia）                          | ●      |        |        |        |        |
| 古巴                                      | 古巴（Cuba）                                 |        |        |        | ●      |        |
| 賽普勒斯                                  | 塞浦路斯（Cyprus）                           | ●      |        |        |        |        |
| 捷克                                      | 捷克共和国（Czech Republic）                 | ●      |        |        |        |        |

### D
| 国家／地區 （譯名使用的中國大陸常用稱呼） | 国家／地區 （譯名使用的中國大陸常用稱呼） | 多黨制 | 兩黨制 | 威權制 | 一黨制 | 無政黨 |
| ----------------------------------------- | ----------------------------------------- | ------ | ------ | ------ | ------ | ------ |
| 丹麦                                      | 丹麦（Denmark）                           | ●      |        |        |        |        |
| 吉布提                                    | 吉布提（Djibouti）                        |        |        | ●      |        |        |
| 多米尼克                                  | 多米尼加（Dominica）                      |        | ●      |        |        |        |
| 多明尼加                                  | 多米尼加共和国（Dominican Republic）      | ●      |        |        |        |        |

### E
| 国家／地區 （譯名使用的中國大陸常用稱呼） | 国家／地區 （譯名使用的中國大陸常用稱呼） | 多黨制 | 兩黨制 | 威權制 | 一黨制 | 無政黨 |
| ----------------------------------------- | ----------------------------------------- | ------ | ------ | ------ | ------ | ------ |
| 东帝汶                                    | 东帝汶（East Timor）                      |        |        | ●      |        |        |
| 厄瓜多尔                                  | 厄瓜多尔（Ecuador）                       | ●      |        |        |        |        |
| 埃及                                      | 埃及（Egypt）                             |        |        | ●      |        |        |
| 萨尔瓦多                                  | 萨尔瓦多（El Salvador）                   | ●      |        |        |        |        |
| 赤道几内亚                                | 赤道几内亚（Equatorial Guinea）           |        |        | ●      |        |        |
| 厄立特里亚                                | 厄立特里亚（Eritrea）                     |        |        |        | ●      |        |
| 爱沙尼亚                                  | 爱沙尼亚（Estonia）                       | ●      |        |        |        |        |
| 埃塞俄比亚                                | 埃塞俄比亚（Ethiopia\|Ethiopia）          |        |        | ●      |        |        |
| 欧洲联盟                                  | 欧盟（European Union）                    | ●      |        |        |        |        |

### F
| 国家／地區 （譯名使用的中國大陸常用稱呼） | 国家／地區 （譯名使用的中國大陸常用稱呼） | 多黨制 | 兩黨制 | 威權制 | 一黨制 | 無政黨 |
| ----------------------------------------- | ----------------------------------------- | ------ | ------ | ------ | ------ | ------ |
| 福克兰群岛                                | 福克兰群岛（Falkland Islands）            |        |        |        |        | ●      |
| 法罗群岛                                  | 法罗群岛（Faroe Islands）                 | ●      |        |        |        |        |
| 斐濟                                      | 斐济（Fiji）                              | ●      |        |        |        |        |
| 芬兰                                      | 芬兰（Finland）                           | ●      |        |        |        |        |
| 法國                                      | 法国（France）                            | ●      |        |        |        |        |
| 法屬玻里尼西亞                            | 法属玻利尼西亚（French Polynesia）        |        |        | ●      |        |        |

### G
| 国家／地區 （譯名使用的中國大陸常用稱呼） | 国家／地區 （譯名使用的中國大陸常用稱呼） | 多黨制 | 兩黨制 | 威權制 | 一黨制 | 無政黨 |
| ----------------------------------------- | ----------------------------------------- | ------ | ------ | ------ | ------ | ------ |
| 加蓬                                      | 加蓬（Gabon）                             |        |        | ●      |        |        |
| 冈比亚                                    | 冈比亚（Gambia）                          |        |        | ●      |        |        |
| 格鲁吉亚                                  | 格鲁吉亚（Georgia）                       |        |        | ●      |        |        |
| 德国                                      | 德国（Germany）                           | ●      |        |        |        |        |
| 加纳                                      | 加纳（Ghana）                             |        | ●      |        |        |        |
| 直布罗陀                                  | 直布罗陀（Gibraltar）                     | ●      |        |        |        |        |
| 希腊                                      | 希腊（Greece）                            | ●      |        |        |        |        |
| 格陵兰                                    | 格陵兰（Greenland）                       | ●      |        |        |        |        |
| 格林纳达                                  | 格林纳达（Grenada）                       |        | ●      |        |        |        |
| 關島                                      | 关岛（Guam）                              |        | ●      |        |        |        |
| 危地马拉                                  | 危地马拉（Guatemala）                     | ●      |        |        |        |        |
| 根西                                      | 根西岛（Guernsey）                        |        |        |        |        | ●      |
| 几内亚                                    | 几内亚（Guinea）                          |        |        | ●      |        |        |
| 幾內亞比索                                | 几内亚比绍共和国（Guinea-Bissau）         | ●      |        |        |        |        |
| 圭亚那                                    | 圭亚那（Guyana）                          |        | ●      |        |        |        |

### H
| 国家／地區 （譯名使用的中國大陸常用稱呼） | 国家／地區 （譯名使用的中國大陸常用稱呼） | 多黨制 | 兩黨制 | 威權制 | 一黨制 | 無政黨 |
| ----------------------------------------- | ----------------------------------------- | ------ | ------ | ------ | ------ | ------ |
| 海地                                      | 海地（Haiti）                             | ●      |        |        |        |        |
| 洪都拉斯                                  | 洪都拉斯（Honduras）                      |        | ●      |        |        |        |
| 中國香港                                  | 香港（Hong Kong）                         | ●      |        |        |        |        |
| 匈牙利                                    | 匈牙利（Hungary）                         | ●      |        |        |        |        |

### I
| 国家／地區 （譯名使用的中國大陸常用稱呼） | 国家／地區 （譯名使用的中國大陸常用稱呼） | 多黨制 | 兩黨制 | 威權制 | 一黨制 | 無政黨 |
| ----------------------------------------- | ----------------------------------------- | ------ | ------ | ------ | ------ | ------ |
| 冰岛                                      | 冰岛Iceland）                             | ●      |        |        |        |        |
| 印度                                      | 印度（India）                             | ●      |        |        |        |        |
| 印度尼西亚                                | 印度尼西亚（Indonesia）                   | ●      |        |        |        |        |
| 伊朗                                      | 伊朗（Iran）                              | ●      |        |        |        |        |
| 伊拉克                                    | 伊拉克（Iraq）                            | ●      |        |        |        |        |
| 爱尔兰                                    | 爱尔兰（Ireland）                         | ●      |        |        |        |        |
| 以色列                                    | 以色列（Israel）                          | ●      |        |        |        |        |
| 義大利                                    | 意大利（Italy）                           | ●      |        |        |        |        |

## 政党的组织结构

### 政府外的政党组织
政党在政府外自行建立的组织机构包括党的中央组织、党的领导者、党的地方组织和外围组织:264-265。
党的中央机关是政党的全国性领导组织，领导全体党员，协调党内工作。又可细分为党的全国代表大会、党的中央委员会、党的核心决策机构、执行机构等。
党的领导者也就是党的领袖或领导集团。领袖的产生一种是党内选举产生；一种是大选中获胜的国家元首也就是党的领袖；而落选的在野党候选人虽然也是名义上的党的领袖，但并无实际作用，在野党基本属于无领袖状态。
党的地方组织有三种类型。一种是根据行政区划设立党组织；一种是根据选区建立党组织，还有一种是根据自行设定的规定设定地方组织。
外围组织是为了与其他群体进行沟通而设立。

### 政府内的政党组织
政党在政府机构内部设立组织以统一本党党员的意志和行动。在议会内组成一个或数个议会党团和党组，议会党团的最高决策机构是议会党团全体会议，负责选举出党团的领导层和负责人。党团主席一般由党的领袖担任，下设督导员和各种工作委员会，负责维持党的纪律，督促党员投票。党团成员的构成各国不同。例如英国全部由本党党员构成，而法国则允许其他政党成员加入:267-268。
大多数国家执政党在组阁时会考虑政党背景，但一般不会在政府内部建立政党组织。西方国家的文官一般要求政治中立，不许参加党派，但是也有一些国家允许文官有政党背景。例如英国的文官可以参加地方性政党。许多实行司法独立的国家，法官不能以党派身份來审理案件，但是政党会通过其他方式去影响司法活动。西方国家的军队一般实行政党与军队分离的原则，军队只效忠于国家:267-268。

### 政党的组织类型
一般根据政党的组织严密程度将政党分为:268-269：
- 民主松散型：往往政党组织原则松散，党纪对党员的约束力很小，一般保守党和自由党属于这种类型。
- 民主紧密型：政党有较为明确的组织原则和组织结构，党纪对党员具有一定约束力，党员的进出需要一定的手续。社会党或社会民主党多属于这种类型。
- 民主集中型：这是共产党及列寧式政黨的组织原则，党员必须个人服从组织，少数服从多数，下级服从上级，党员的吸纳也需要履行严格的手续。

另一分類法即剛性政黨和柔性政黨。